# Der goldene Pol
Der goldene Pol ist eine deutsche Detektivfilmkomödie aus dem Jahre 1918 der Filmreihe „Harry Higgs“. Unter der Regie von Rudolf Meinert spielt Hans Mierendorff den Detektiv.

## Handlung
Wie in jedem Jahr gibt auch diesmal der Meisterdetektiv Harry Higgs eine Feier in seinen Londoner Räumen. Die gesamte haute volée, auch aus der Finanzwelt, ist zugegen. Ebenfalls anwesend: der Börsenguru Suffolk, der auf höchst obskure Weise zu seinem unermesslichen Reichtum gekommen ist. Er und Higgs kommen ins Gespräch, in dem Suffolk behauptet, dass Higgs der größte Gauner der Stadt sein könnte, wenn er nicht stets auf der richtigen Seite des Gesetzes wäre. Higgs erwidert, dass er sogar ganz London in Aufregung versetzen könne, ohne auch nur eine einzige Straftat zu begehen. Gebongt, die Wette steht: Higgs erklärt allen Anwesenden wie auch Suffolk, dass er seine Wette innerhalb von 30 Tagen gewinnen werde.
Wenig später erhält er von Edith Pillwocker, auf die Higgs ein Auge geworfen hat, einen Zeitungsschnipsel mit einer Heiratsannonce zugesandt. Higgs nimmt an, dass dies im Auftrag von Suffolk geschehe, der ja nun lebhaftes Interesse besitzt, Higgs scheitern zu sehen. Harry entscheidet daher, Suffolk in seine Wette mit einzubeziehen. Und so führt er diesen in der Folgezeit das eine auf das andere Mal an der Nase herum und erscheint dem Börsenspekulanten in bisweilen grotesker Maskerade (als Matrose, als gesuchter Verbrecher, sogar einmal als Putzfrau). Higgs spekuliert auf Suffolks unermessliche Gier und lässt ihn schließlich sogar den Nordpol entdecken. Der Pol, so lässt Higgs das Gerücht streuen, solle aus puren Gold bestehen. Doch eines Tages hat es Higgs mit seinen Späßen und Irritationen zu weit getrieben: Gleich neun Polizeibeamte springen auf ihn, um ihn festzunehmen.
Higgs und die Männer liefern sich ein wildes Handgemenge … worauf der Detektiv schweißgebadet aufwacht. Er hat die ganze Geschichte nur geträumt. Doch die Wette solle tatsächlich stattfinden. Higgs aber erklärt: „Es könnte doch dem Namen Harry Higgs schaden wenn ich die Wette ausführen würde“. Dann zahlt er zähneknirschend die ausgemachte Strafe für die nicht eingelöste Wette an eine Wohltätigkeitsstiftung und verlobt sich mit Edith – ganz zum Ärger von Suffolk, der gleichfalls ein Auge auf die junge Dame geworfen hatte.

## Produktionsnotizen
Der goldene Pol passierte die Filmzensur im Juli 1918 und wurde noch im selben Jahr im Berliner Marmorhaus uraufgeführt. Der Fünfakter war 1721 Meter lang.

## Kritik
„Der Verfasser Bert Oehlmann nennt dieses Stück ein ‚kurioses Abenteuer‘ und gibt mit diesem Ausdruck gleichsam das Gepräge für den Inhalt. Kurios sind wahrlich die Vorgänge dieser Handlung, die mit Genialität und Humor die Wahrscheinlichkeiten überspringen und eine tolle Geschichte konstruieren, von der man lange in Zweifel gehalten wird, ob es Scherz oder Ernst, Erlebtes oder Erträumtes ist, das sich vor unseren Augen abrollt. Man freut sich über den Witz und damit ist der Zwecks bestens erreicht. Hans Mierendorff als Harry Hyggs [sic!], wie immer klug und klar, jeder Situation gewachsen und mit Sicherheit die Verwirrungen durchschreitend. Rudolf Meinert zeigt sich auch hier wieder als formgewandter Regisseur, dem keine Aufgabe zu schwierig ist, die er nicht mit Schwung zu lösen vermochte, wobei ihn die vorzügliche Photographie kräftig unterstützt.“